# Danh sách tổng thống Tiệp Khắc
Dưới đây là danh sách tổng thống Tiệp Khắc từ năm 1918 đến 1992.

## Tổng thống/Chủ tịch nước Tiệp Khắc
- Tomáš Garrigue Masaryk: 14 tháng 11 1918 – 14 tháng 12 1935
- Milan Hodža (quyền): 14 – 18 tháng 12 1935
- Edvard Beneš: 18 tháng 12 1935 – 5 tháng 10 1938
- Jan Syrový (quyền): 5 tháng 10 – 30 tháng 12 1938
- Emil Hácha: 30 tháng 11 1938 – 15 tháng 3 1939
- Edvard Beneš: 4 tháng 4 1945 – 7 tháng 6 1948
  - bị đày ải, 21 tháng 7 1940 – 2 tháng 4 1945
- Klement Gottwald: 14 tháng 6 1948 – 14 tháng 3 1953
- Antonín Zápotocký: 21 tháng 3 1953 – 13 tháng 11 1957
- Viliam Široký (quyền): 13 – 19 tháng 11 1957
- Antonín Novotný: 19 tháng 11 1957 – 22 tháng 3 1968
- Jozef Lenárt (quyền): 22 – 30 tháng 3 1968
- Ludvík Svoboda: 30 tháng 3 1968 – 28 tháng 5 1975
- Gustáv Husák: 29 tháng 5 1975 – 10 tháng 12 1989
- Marián Čalfa (quyền): 10 – 29 tháng 12 1989
- Václav Havel: 29 tháng 12 1989 – 20 tháng 7 1992
- Jan Stráský (quyền): 20 tháng 7 – 31 tháng 12 1992